# هریت تابمن
هریت تابمَن (به انگلیسی: Harriet Tubman) (زادهٔ ۱۸۲۲ - درگذشته ۱۹۱۳) مبارز علیه برده‌داری و یکی از موفق‌ترین رهبران سازمان «راه‌آهن سری» بود. سازمان راه‌آهن سری به بردگان سیاه‌پوست کمک می‌کرد تا به ایالت‌های شمالی که در آن برده‌داری منسوخ شده بود فرار کنند.
وی یک فعال سیاسی و اجتماعی بود و طی دوران فعالیت‌اش حدود ۱۳ مأموریت برای نجات حدود هفتاد برده، خانواده و دوستان انجام داد و با استفاده از شبکهٔ فعالان ضد تروریستی و خانه‌های امن که به عنوان راه‌آهن زیرزمینی شناخته می‌شد، به کار خود ادامه داد. در طول جنگ داخلی آمریکا، او به عنوان یک گردآورنده اطلاعات و جاسوس مسلح برای ارتش اتحادیه خدمت کرده‌است. در سال‌های بعد، تابمَن فعال در مبارزه برای حق رای زنان بود. درسال ۲۰۱۹ فیلم سینمایی هریت به یاد هریت تابمن ساخته شده‌است.

## زندگی
هریت تابمَن در ایالت مریلند در یک خانوادهٔ برده به دنیا آمد. در سنین کودکی به کار بردگی گمارده شد. در سن ۲۴ سالگی با یک مرد سیاه‌پوست آزاد ازدواج کرد. در سن ۲۹ سالگی از محل سکونت خود به ایالت فیلادلفیا گریخت. پس از مدتی برای نجات خانوادهٔ خود به زادگاهش بازگشت.
وی در سفرهای مکرر خود به بیش از ۳۰۰ برده کمک کرد تا به ایالت‌های شمالی فرار کنند. به‌طوری که برای دستگیری او جایزه تعیین شد. پس از آغاز جنگ داخلی آمریکا در سال ۱۸۶۱، هریت ابتدا به عنوان پرستار و آشپز و سپس به عنوان دیدبان و پیش‌آهنگ مسلح در ارتش متحد شمال خدمت کرد. پس از مدتی به عنوان نخستین زن، فرماندهی یک عملیات نظامی را برعهده گرفت که منجر به آزادی ۷۰۰ برده گردید.
وی پس از جنگ به نگهداری از خانوادهٔ خود پرداخت و همچنین در جنبش مبارزه برای حقوق زنان شرکت جست.

## تصویر تابمَن بر روی اسکناس
در ۲۰ آوریل ۲۰۱۶ جک لو، وزیر خزانه‌داری ایالات متحده آمریکا اعلام کرد که تا سال ۲۰۳۰ در پشت اسکناس‌های ۲۰ دلاری تصویر هریت تابمن جایگزین تصویر اندرو جکسون (رئیس‌جمهور پیشین ایالات متحده آمریکا که سوابق برده‌داری داشت) خواهد شد.

## نگارخانه

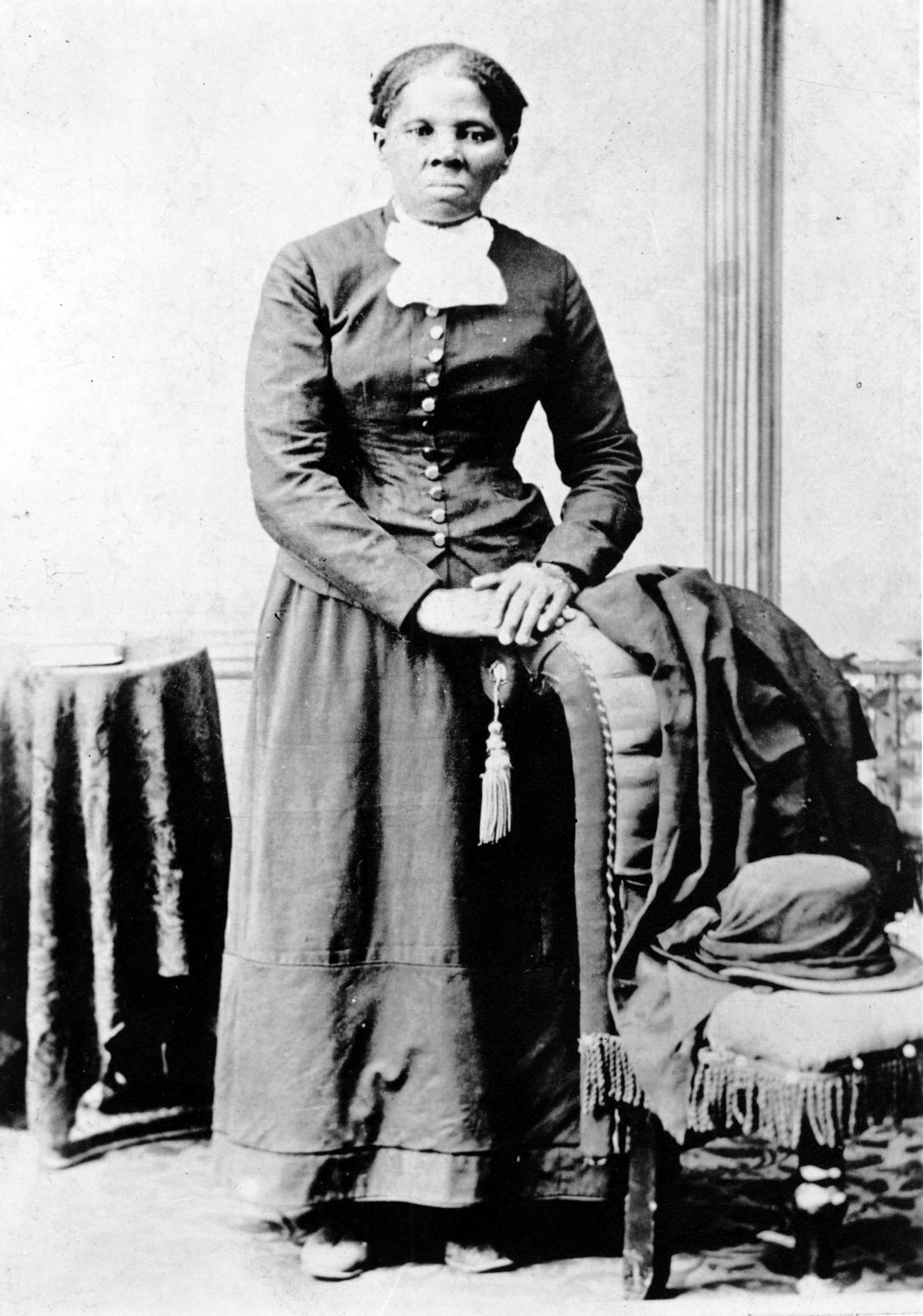
هریت تابمن در عکسی که تاریخ آن مشخص نیست